# Gradevska reka
Gradevska reka (bulgariska: Градевска река) är ett vattendrag i Bulgarien.   Det ligger i regionen Blagoevgrad, i den västra delen av landet, 90 km söder om huvudstaden Sofia.
Trakten runt Gradevska reka består i huvudsak av gräsmarker. Runt Gradevska reka är det ganska glesbefolkat, med 28 invånare per kvadratkilometer.